# ژاگاره
ژاگاره (به لتونیایی: Žagare) در لیتوانی با جمعیت ۲٬۰۲۸ نفر است که در samogitia واقع شده‌است.